# Память (Скорбящие Матери)
«Скорбящие матери» — памятник в Челябинске. Расположен на кладбище «Лесное» (улица Блюхера) в составе мемориального комплекса с братскими могилами  «Память». Посвящён воинам, умершим в тыловых военных эвакогоспиталях в годы Великой Отечественной войны. Объект культурного наследия Российской Федерации.

## История
Монумент в память о воинах, умерших в тыловых военных госпиталях Челябинска и Челябинской области, был открыт 9 мая 1975 года спустя 30 лет после окончания Великой Отечественной войны. Авторы: скульпторы Л. Н. Головницкий, Э. Э. Головницкая, архитекторы Ю. П. Данилов, И. В. Талалай.
Накануне 70-й годовщины начала Великой Отечественной войны, 21 июня 2011 года челябинским трудовым отрядом возле мемориала высажены 22 яблони, повязанные Георгиевскими ленточками. Под одним из деревьев помещён контейнер с 22 клятвами от школьников, который планируется вскрыть через 30 лет.

## Композиция
Памятник представляет собой фигуры двух женщин, выполненные из кованной меди и символизирующие мать и жену (сестру) погибшего солдата. Их взгляд направлен на солдатскую каску, которую они держат обеими руками. Фигуры установлены на насыпи, к ним ведут высокие ступени.

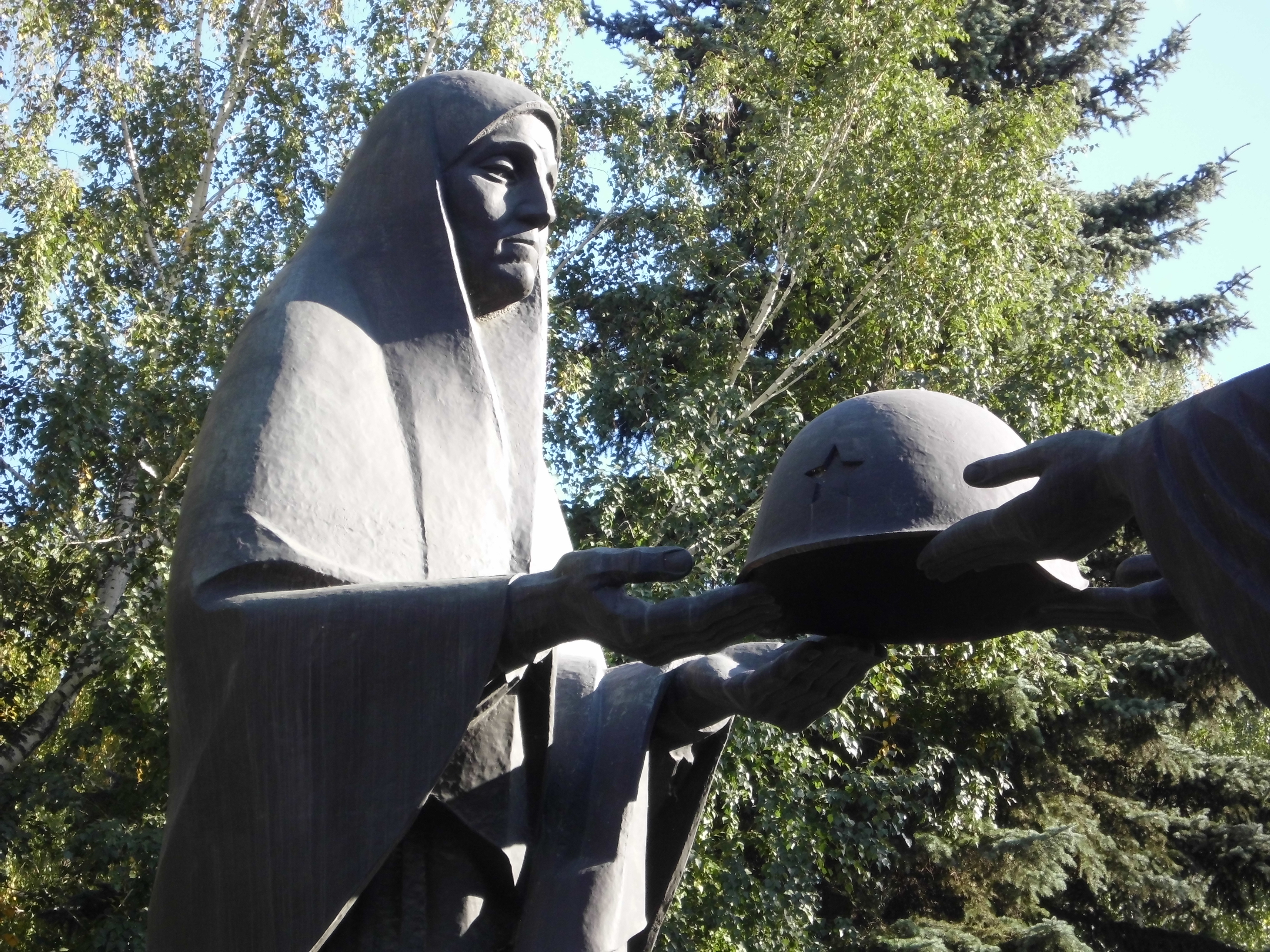
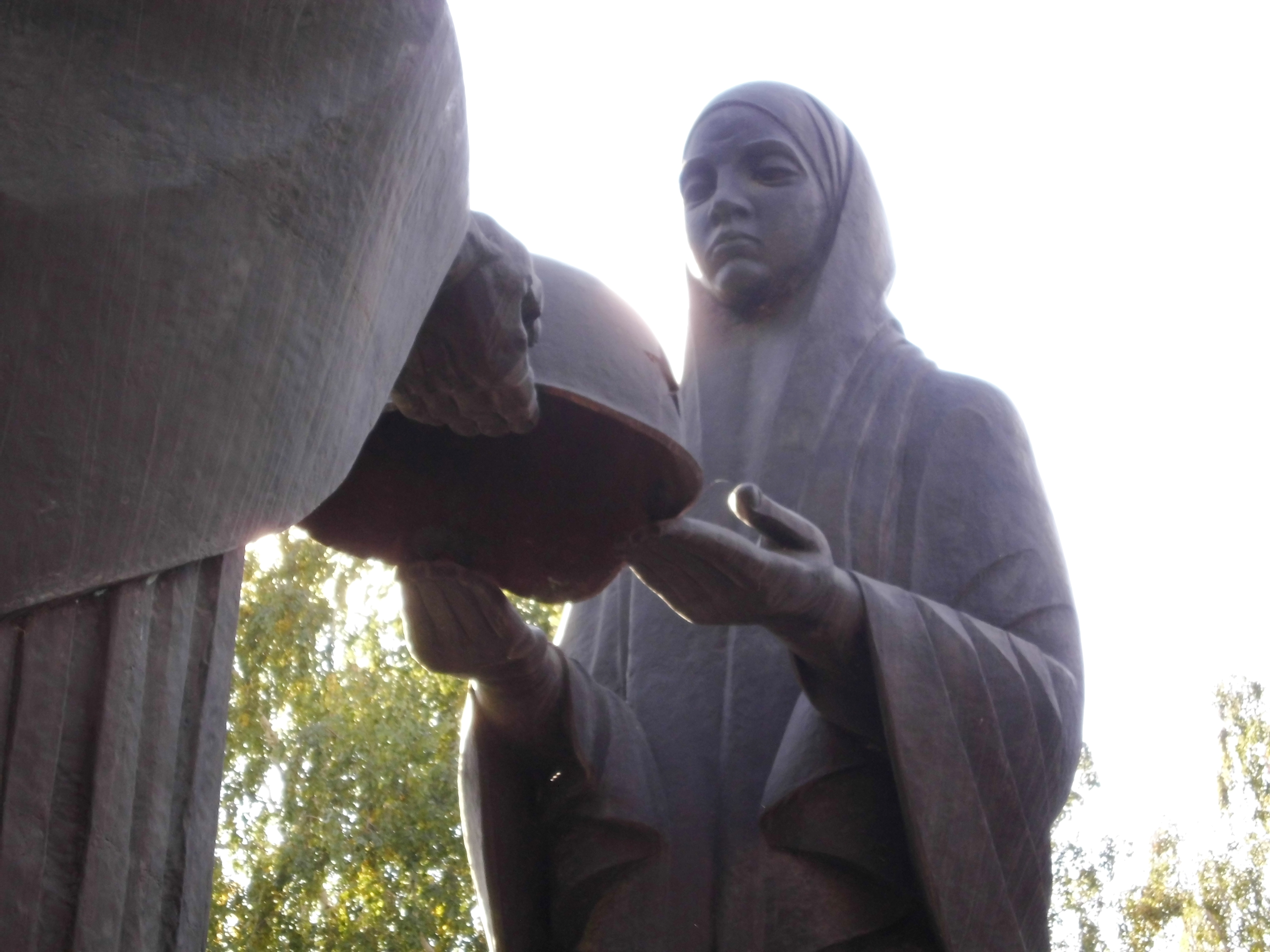
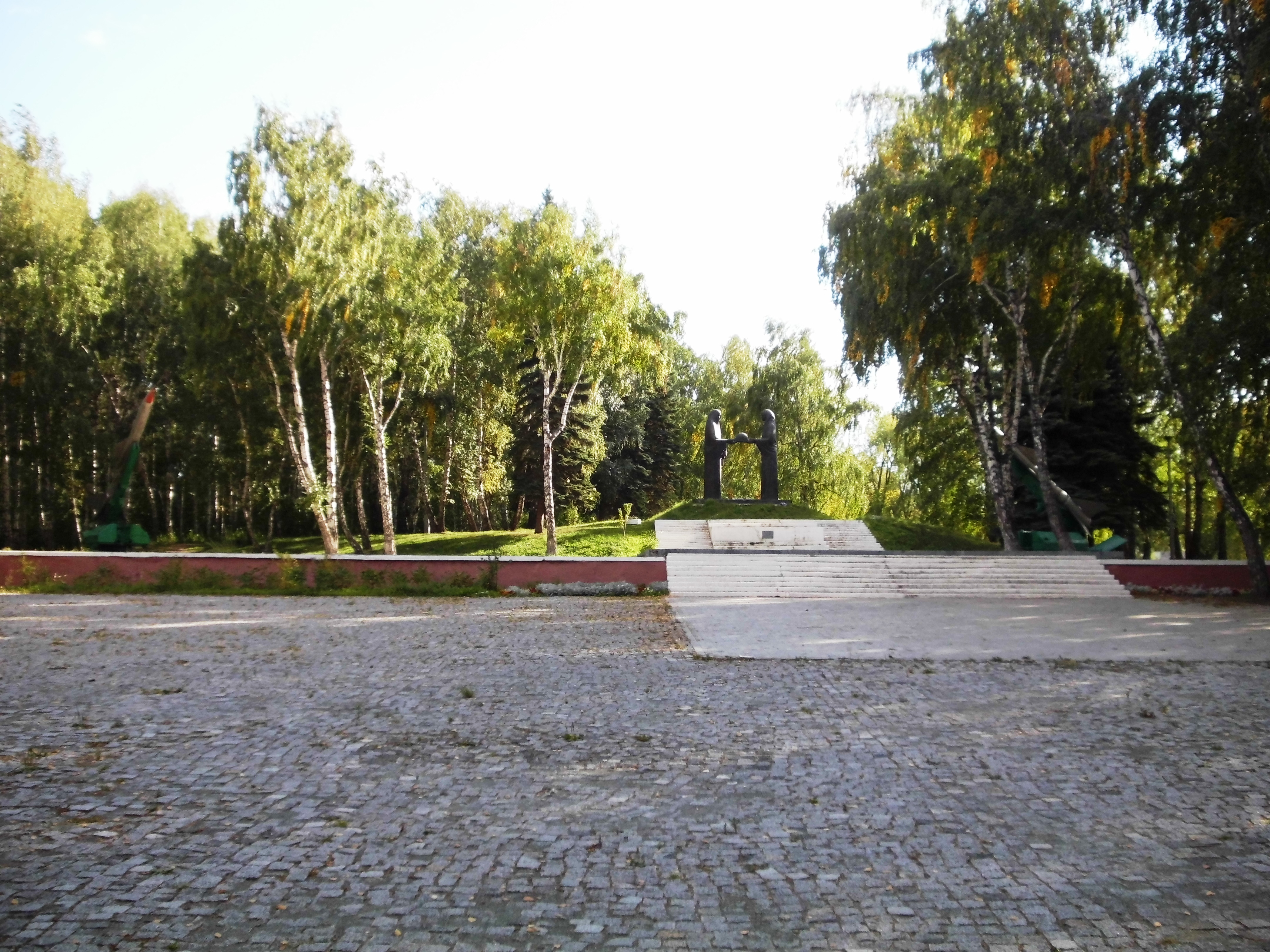
Памятник установлен на возвышенности, по бокам 2 ПУ ЗРК С-75
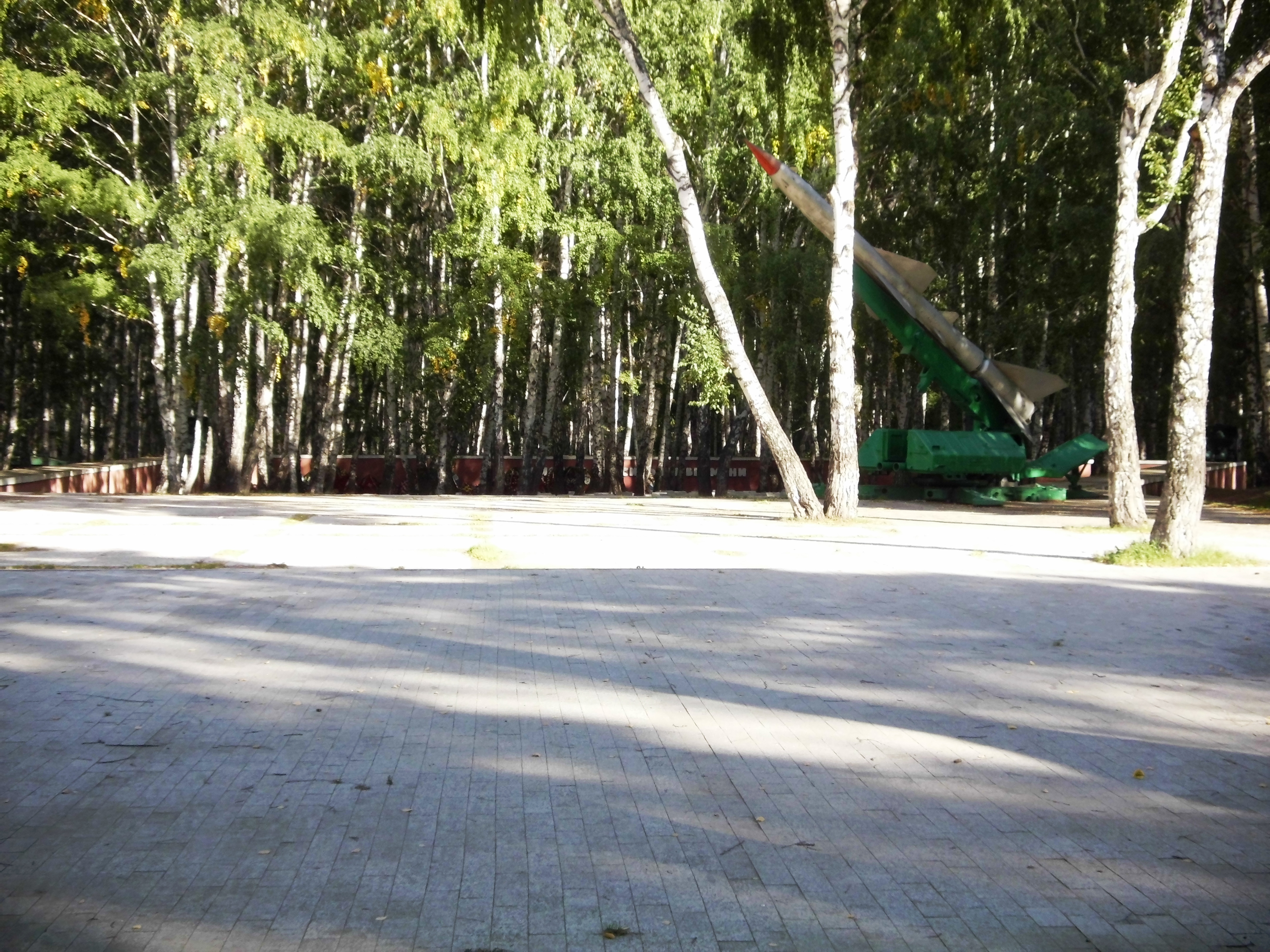
Слева от памятника находятся братские могилы
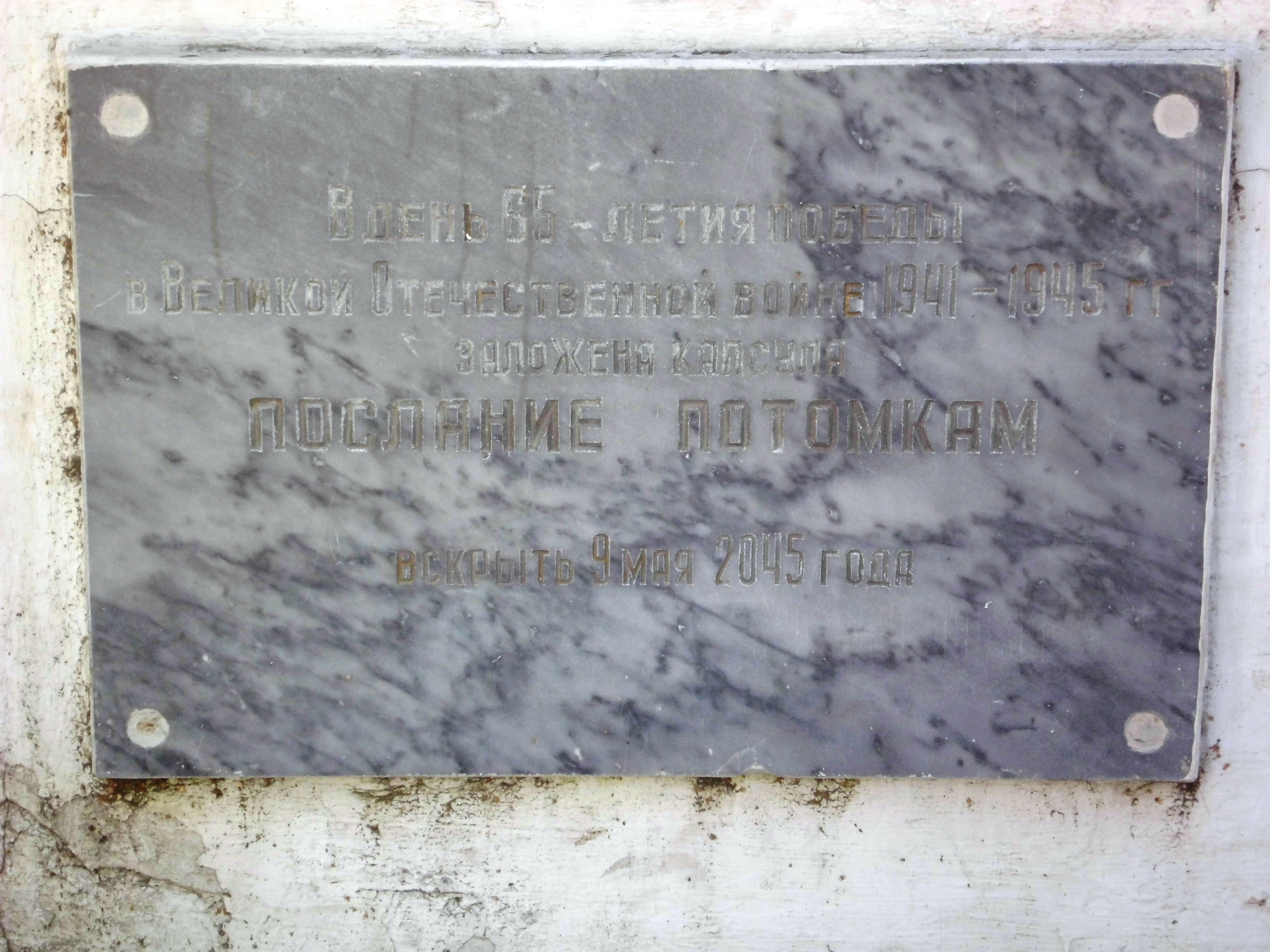
Памятная плитка на торце верхней площадки комплекса